# Charles Boyle Roberts

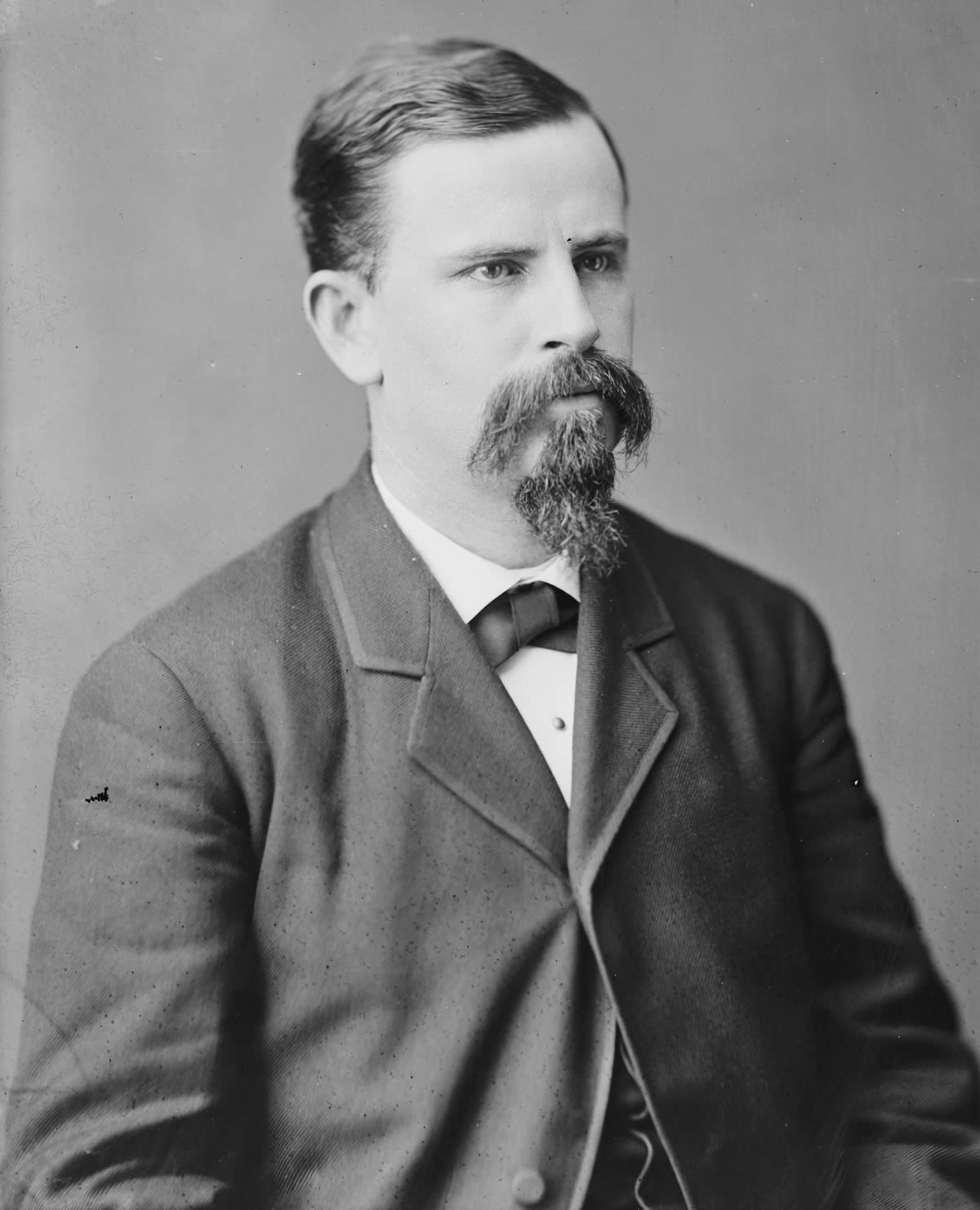
Charles Boyle Roberts

Charles Boyle Roberts (* 19. April 1842 in Uniontown, Carroll County, Maryland; † 10. September 1899 in Westminster, Maryland) war ein US-amerikanischer Jurist und Politiker. Zwischen 1875 und 1879 vertrat er den Bundesstaat Maryland im US-Repräsentantenhaus.

## Werdegang
Charles Roberts besuchte bis 1861 das Calvert College in New Windsor. Nach einem anschließenden Jurastudium und seiner 1864 erfolgten Zulassung als Rechtsanwalt begann er in Westminster in diesem Beruf zu arbeiten. Gleichzeitig schlug er als Mitglied der Demokratischen Partei eine politische Laufbahn ein. Bei den Kongresswahlen des Jahres 1874 wurde er im zweiten Wahlbezirk von Maryland in das US-Repräsentantenhaus in Washington, D.C. gewählt, wo er am 4. März 1875 die Nachfolge von Stevenson Archer antrat. Nach einer Wiederwahl konnte er bis zum 3. März 1879 zwei Legislaturperioden im Kongress absolvieren. Dabei war er Vorsitzender des Committee on Accounts.
Zwischen 1883 und 1887 bekleidete Charles Roberts das Amt des Attorney General von Maryland. Ab 1891 war er als Richter tätig, unter anderem ab 1892 am Maryland Court of Appeals. Er starb am 10. September 1899 in Westminster.